# Hugo Fraile
Hugo Fraile Martín (Huelva), España, 16 de marzo de 1987 es un futbolista español que juega de centrocampista en Aniquiladores
, de la Kings League.

## Trayectoria
Formado en las categorías inferiores del Club Deportivo San Fernando de Henares, pasó a formar parte de la cantera del Club Atlético de Madrid en categoría juvenil. Posteriormente, se incorporó al Rayo Vallecano de Madrid "B" en 2007 y llegó a disputar siete encuentros en Segunda División B durante la campaña 2007-08, en la que el conjunto de Vallecas consiguió el ascenso a Segunda División. En la temporada 2009-10 ascendió a Segunda B con el filial rayista tras obtener el campeonato del grupo VII de Tercera División y derrotar al C. E. L'Hospitalet en el play-off.
Después de otra campaña en la división de bronce con el Rayo "B", recaló en las filas Getafe C. F. "B" en julio de 2011. Debutó en Primera División con el Getafe C. F. el 5 de mayo de 2012 durante un partido contra el Athletic Club disputado en el estadio de San Mamés, en el que sustituyó a Pablo Sarabia. De cara a la temporada 2012-13 fue ascendido definitivamente al primer equipo del Getafe.
El 1 de julio de 2013 se anunció su incorporación a la plantilla del Real Sporting de Gijón. Anotó su primer gol con el Sporting el día 1 de septiembre, durante el encuentro de la tercera jornada de Liga ante el R. C. D. Mallorca que finalizó con el marcador de 3-0. El 15 de abril de 2014 sufrió una rotura del ligamento cruzado anterior de su pierna izquierda durante un entrenamiento, para la que se estimó un periodo de recuperación de siete meses. Consiguió un ascenso a Primera División con el Sporting en la temporada 2014-15 y continuó formando parte de la plantilla hasta enero de 2016, cuando se desvinculó del club para fichar por el Elche C. F.
Una temporada y media después se incorporó al C. F. Fuenlabrada, con el que consiguió un ascenso a Segunda División en la campaña 2018-19.
Durante la temporada 2019-20 jugó más de 3300 minutos en 40 partidos, 38 de ellos de titular, en los que anotó 13 goles y dio 3 asistencias.
El 23 de agosto de 2020 se confirmó su fichaje por la A. D. Alcorcón de la Segunda División de España por una temporada.